# Bars (Gers)
Pour les articles homonymes, voir Bars.
Bars est une commune française située dans le sud du département du Gers en région Occitanie. Sur le plan historique et culturel, la commune est dans le pays d'Astarac, un territoire du sud gersois très vallonné, au sol argileux, qui longe le plateau de Lannemezan.
Exposée à un climat océanique altéré, elle est drainée par l'Osse, la Baradée et par divers autres petits cours d'eau. La commune possède un patrimoine naturel remarquable composé d'une zone naturelle d'intérêt écologique, faunistique et floristique.
Bars est une commune rurale qui compte 124 habitants en 2022, après avoir connu un pic de population de 534 habitants en 1821.  Ses habitants sont appelés les Barsais ou  Barsaises.
Le patrimoine architectural de la commune comprend un immeuble protégé au titre des monuments historiques : le château de Marignan, inscrit en 1988 et classé en 1991.

## Géographie

### Localisation
Bars est une commune de Gascogne située dans l'Astarac.

### Communes limitrophes
Les communes limitrophes sont  Marseillan, Monclar-sur-Losse, Pallanne, Pouylebon, Saint-Christaud et Saint-Maur.
|                 | Pouylebon  |                   |
| Saint-Christaud | Bars       | Monclar-sur-Losse |
| Pallanne        | Marseillan | Saint-Maur        |

### Géologie et relief
Bars se situe en zone de sismicité 2 (sismicité faible).

### Hydrographie

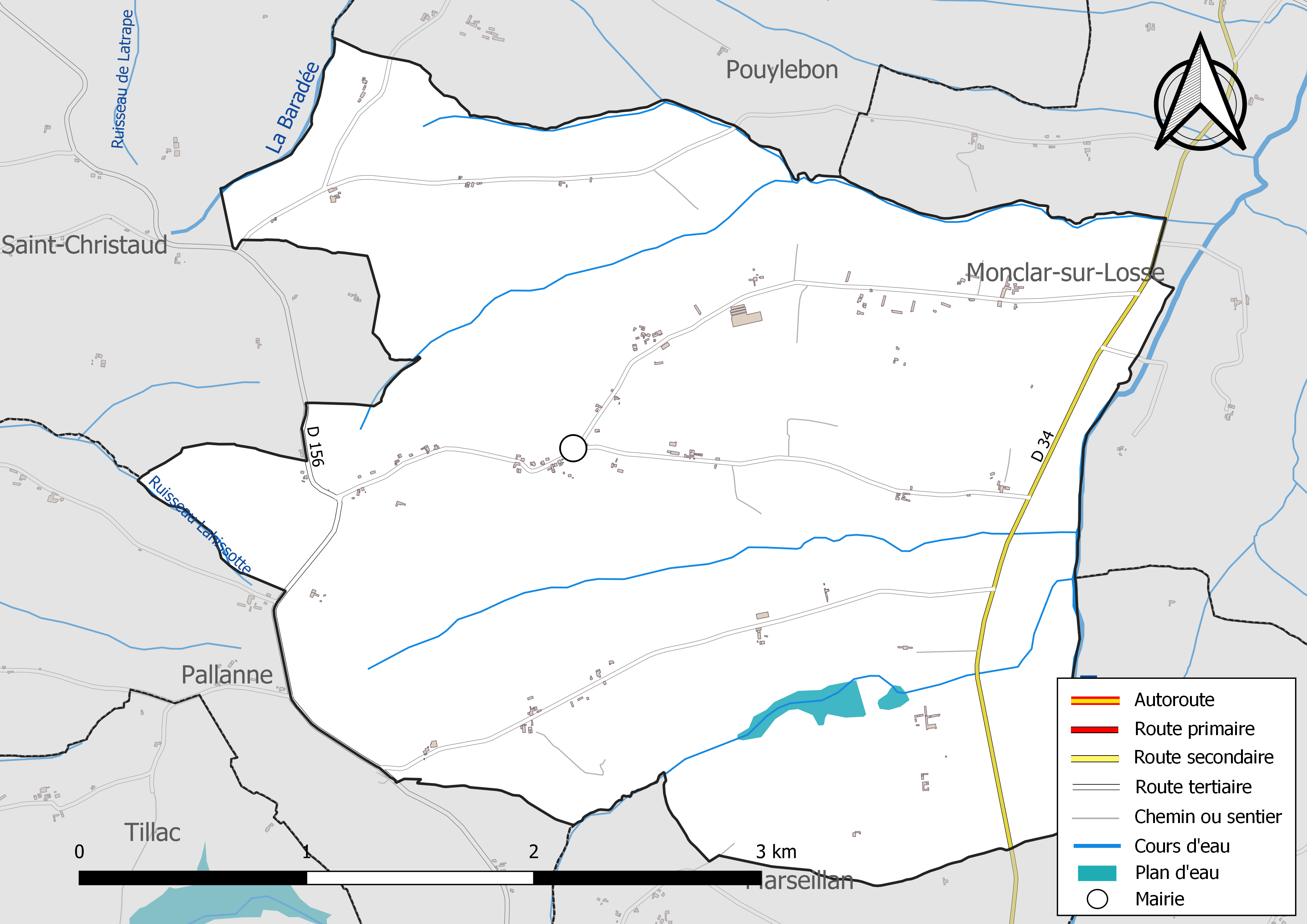
Réseaux hydrographique et routier de Bars.

La commune est dans le bassin de la Garonne, au sein du bassin hydrographique Adour-Garonne. Elle est drainée par l'Osse, la Baradée, le ruisseau Lahissotte et par divers petits cours d'eau, qui constituent un réseau hydrographique de 12 km de longueur totale,.
L'Osse, d'une longueur totale de 120,3 km, prend sa source dans la commune de Bernadets-Debat et s'écoule vers le nord. Il traverse la commune et se jette dans la Gélise à Andiran, après avoir traversé 36 communes.
La Baradée, d'une longueur totale de 12,6 km, prend sa source dans la commune de Saint-Christaud et s'écoule vers le nord. Elle traverse la commune et se jette dans la Guiroue à Castelnau-d'Anglès, après avoir traversé 6 communes.

### Climat
Pour des articles plus généraux, voir Climat de l'Occitanie et Climat du Gers.
En 2010, le climat de la commune est de type climat océanique altéré, selon une étude s'appuyant sur une série de données couvrant la période 1971-2000. En 2020, Météo-France publie une typologie des climats de la France métropolitaine dans laquelle la commune est toujours exposée à un climat océanique altéré et est dans la région climatique Aquitaine, Gascogne, caractérisée par une pluviométrie abondante au printemps, modérée en automne, un faible ensoleillement au printemps, un été chaud (19,5 °C), des vents faibles, des brouillards fréquents en automne et en hiver et des orages fréquents en été (15 à 20 jours).
Pour la période 1971-2000, la température annuelle moyenne est de 13 °C, avec une amplitude thermique annuelle de 14,9 °C. Le cumul annuel moyen de précipitations est de 887 mm, avec 10,5 jours de précipitations en janvier et 6,7 jours en juillet. Pour la période 1991-2020, la température moyenne annuelle observée sur la station météorologique la plus proche, située sur la commune de Mirande à 9 km à vol d'oiseau, est de 13,6 °C et le cumul annuel moyen de précipitations est de 818,5 mm,. Pour l'avenir, les paramètres climatiques de la commune estimés pour 2050 selon différents scénarios d'émission de gaz à effet de serre sont consultables sur un site dédié publié par Météo-France en novembre 2022.

### Milieux naturels et biodiversité

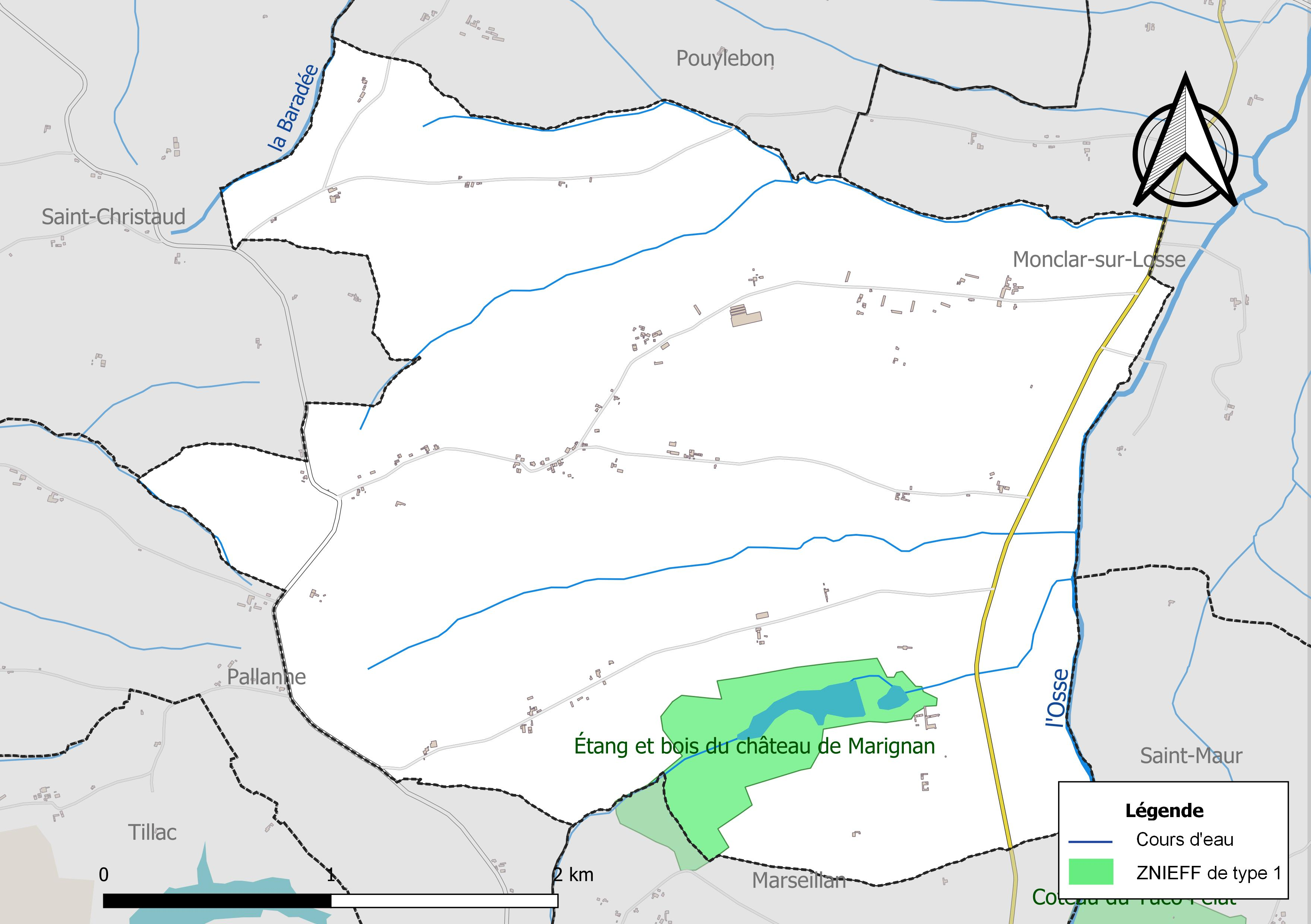
Carte de la ZNIEFF de type 1 localisée sur la commune.

L’inventaire des zones naturelles d'intérêt écologique, faunistique et floristique (ZNIEFF) a pour objectif de réaliser une couverture des zones les plus intéressantes sur le plan écologique, essentiellement dans la perspective d’améliorer la connaissance du patrimoine naturel national et de fournir aux différents décideurs un outil d’aide à la prise en compte de l’environnement dans l’aménagement du territoire.
Une ZNIEFF de type 1 est recensée sur la commune :
l'« étang et bois du château de Marignan » (55 ha), couvrant 2 communes du département.

## Urbanisme

### Typologie
Au 1er janvier 2024, Bars est catégorisée commune rurale à habitat très dispersé, selon la nouvelle grille communale de densité à sept niveaux définie par l'Insee en 2022.
Elle est située hors unité urbaine et hors attraction des villes,.

### Occupation des sols
L'occupation des sols de la commune, telle qu'elle ressort de la base de données européenne d’occupation biophysique des sols Corine Land Cover (CLC), est marquée par l'importance des territoires agricoles (87,5 % en 2018), une proportion sensiblement équivalente à celle de 1990 (87,4 %). La répartition détaillée en 2018 est la suivante : 
zones agricoles hétérogènes (76 %), forêts (12,5 %), terres arables (11,5 %). L'évolution de l’occupation des sols de la commune et de ses infrastructures peut être observée sur les différentes représentations cartographiques du territoire : la carte de Cassini (XVIIIe siècle), la carte d'état-major (1820-1866) et les cartes ou photos aériennes de l'IGN pour la période actuelle (1950 à aujourd'hui).

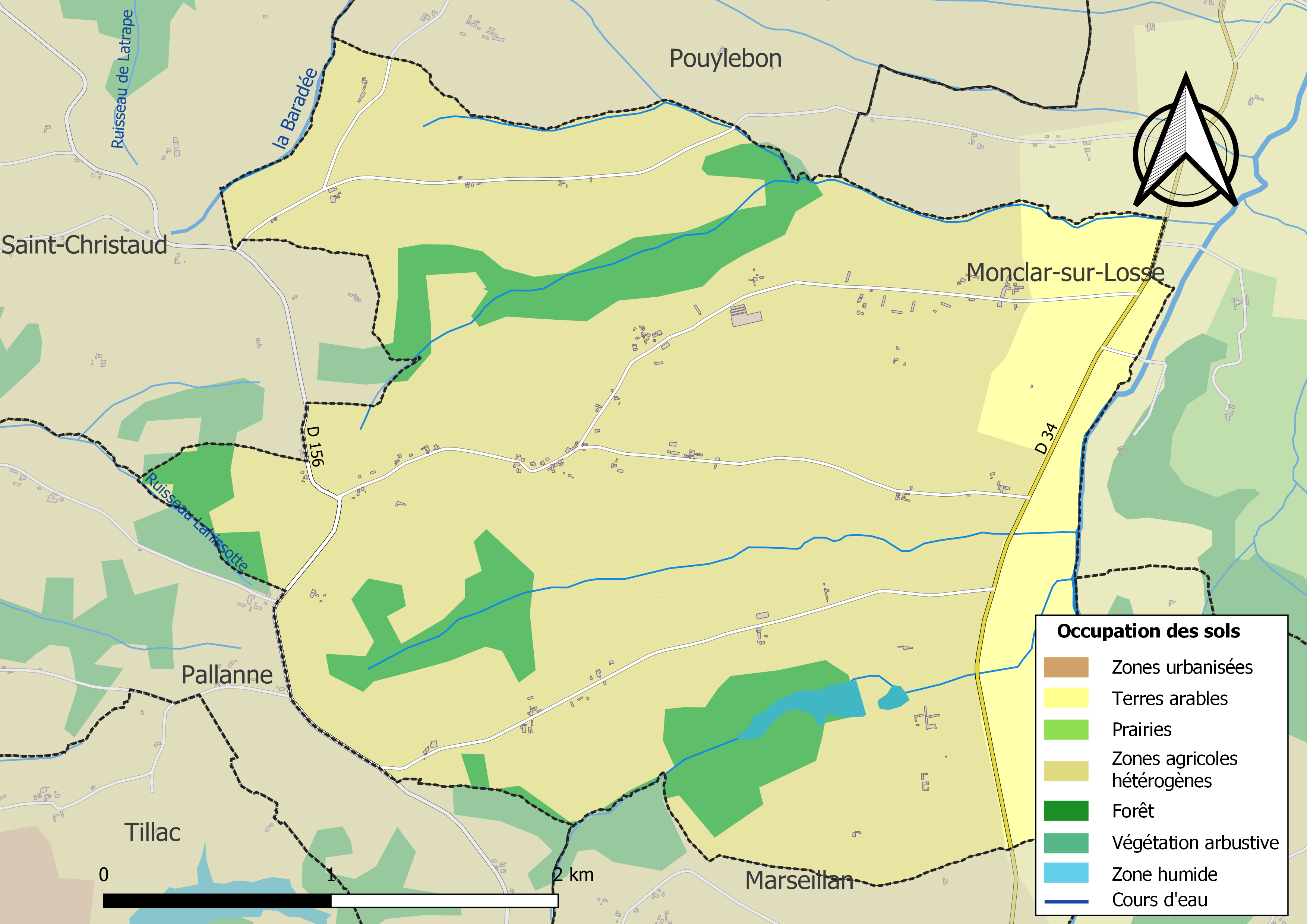
Carte des infrastructures et de l'occupation des sols de la commune en 2018 (CLC).

### Risques majeurs
Le territoire de la commune de Bars est vulnérable à différents aléas naturels : météorologiques (tempête, orage, neige, grand froid, canicule ou sécheresse) et séisme (sismicité faible). Un site publié par le BRGM permet d'évaluer simplement et rapidement les risques d'un bien localisé soit par son adresse soit par le numéro de sa parcelle.

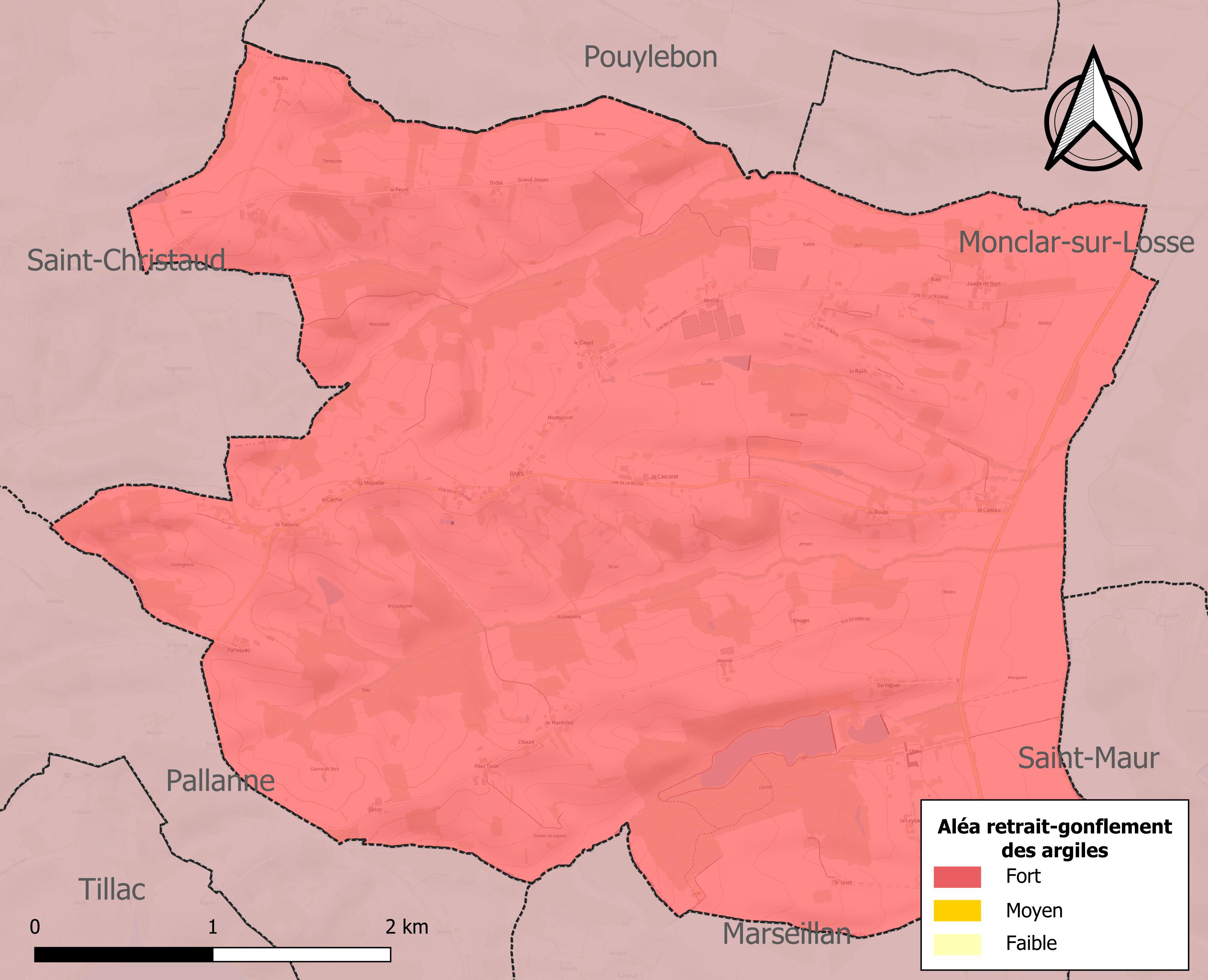
Carte des zones d'aléa retrait-gonflement des sols argileux de Bars.

Le retrait-gonflement des sols argileux est susceptible d'engendrer des dommages importants aux bâtiments en cas d’alternance de périodes de sécheresse et de pluie. La totalité de la commune est en aléa moyen ou fort (94,5 % au niveau départemental et 48,5 % au niveau national). Sur les 70 bâtiments dénombrés sur la commune en 2019, 70 sont en aléa moyen ou fort, soit 100 %, à comparer aux 93 % au niveau départemental et 54 % au niveau national. Une cartographie de l'exposition du territoire national au retrait gonflement des sols argileux est disponible sur le site du BRGM,.
Par ailleurs, afin de mieux appréhender le risque d’affaissement de terrain, l'inventaire national des cavités souterraines permet de localiser celles situées sur la commune.
La commune a été reconnue en état de catastrophe naturelle au titre des dommages causés par les inondations et coulées de boue survenues en 1999 et 2009. Concernant les mouvements de terrains, la commune a été reconnue en état de catastrophe naturelle au titre des dommages causés par la sécheresse en 1989 et 1993 et par des mouvements de terrain en 1999.

## Toponymie
Bars est citée pour la première fois en 1143 parmi les biens de l'abbaye prémontrée de la Casedieu : « [...] curiam de Pinu de Barx, cum decimis, pascuis et pertinentiis suis […] » (confirmation des biens de l'abbaye en 1143, in BMT, J.-B. Larcher, Glanage ou preuves, t. V, p. 97).

## Histoire
La cure Bars est citée en 1143 parmi les biens de l'abbaye de la Casedieu. En 1227 un frère Guilhem-Arnaud, chapelain de Bars est témoin d'un acte de l'abbaye de Berdoues. Une grange monastique est établie par les chanoines prémontrés de la Casedieu. En 1298, les terres de cette seigneurie sont baillées en fief aux habitants de la bastide de Marciac, sauf 40 arpents de labourage et 50 arpents déjà données en fief à un autre seigneur, Montosin Lupaut. En 1309 l'abbé obtient le droit de bâtir un moulin. Il ne construit pas mais achète en fait un moulin déjà existant en ce lieu deux ans plus tard, sur la rivière Osse, au lieu-dit Cocucanta. Dans les années qui suivent, l'abbé récupère les dîmes de la paroisse Saint-Pierre de Bars, qui était desservie par les prémontrés, il fait établir les limites du décimaire (1316) et fait confirmer ses droits seigneuriaux par le comte de Pardiac en 1353. En 1496, le moulin est mis en ferme au profit de la vestiairie de l'abbaye. À l'époque moderne et jusqu'à la Révolution de 1789, les terres et les dîmes de Bars sont mises en fief par les chanoines de la Casedieu.

## Politique et administration

### Liste des maires
| Période                                  | Période  | Identité         | Étiquette | Qualité     |
| ---------------------------------------- | -------- | ---------------- | --------- | ----------- |
| avant 1981                               | ?        | Louis Ducourneau |           |             |
| mars 2001                                | En cours | Régis Balech     | DVD       | Agriculteur |
| Les données manquantes sont à compléter. |          |                  |           |             |

## Population et société

### Démographie
| 1793 | 1800 | 1806 | 1821 | 1831 | 1841 | 1846 | 1851 | 1856 |
| ---- | ---- | ---- | ---- | ---- | ---- | ---- | ---- | ---- |
| 327  | 342  | 368  | 534  | 439  | 414  | 411  | 419  | 439  |

| 1861 | 1866 | 1872 | 1876 | 1881 | 1886 | 1891 | 1896 | 1901 |
| ---- | ---- | ---- | ---- | ---- | ---- | ---- | ---- | ---- |
| 458  | 431  | 378  | 378  | 352  | 351  | 335  | 289  | 236  |

| 1906 | 1911 | 1921 | 1926 | 1931 | 1936 | 1946 | 1954 | 1962 |
| ---- | ---- | ---- | ---- | ---- | ---- | ---- | ---- | ---- |
| 239  | 229  | 214  | 208  | 201  | 197  | 205  | 219  | 193  |

| 1968 | 1975 | 1982 | 1990 | 1999 | 2004 | 2006 | 2009 | 2014 |
| ---- | ---- | ---- | ---- | ---- | ---- | ---- | ---- | ---- |
| 184  | 158  | 137  | 148  | 139  | 133  | 131  | 134  | 136  |

| 2019 | 2022 | - | - | - | - | - | - | - |
| ---- | ---- | - | - | - | - | - | - | - |
| 123  | 124  | - | - | - | - | - | - | - |

### Enseignement
Il n'y a pas d'école à Bars.

### Manifestations culturelles et festivités
- Fête patronale : 1er dimanche d'août[26] ;
- Fête de printemps : dernier dimanche de mai[26] ;
- Fête de la Saint-Jean : fin juin[26].

## Économie

### Emploi
|                | 2008  | 2013  | 2018  |
| -------------- | ----- | ----- | ----- |
| Commune        | 8,5 % | 2,3 % | 6,4 % |
| Département    | 6,1 % | 7,5 % | 8,2 % |
| France entière | 8,3 % | 10 %  | 10 %  |

En 2018, la population âgée de 15 à 64 ans s'élève à 82 personnes, parmi lesquelles on compte 80,8 % d'actifs (74,4 % ayant un emploi et 6,4 % de chômeurs) et 19,2 % d'inactifs,. En  2018, le taux de chômage communal (au sens du recensement) des 15-64 ans est inférieur à celui de la France et du département, alors qu'en 2008 la situation était inverse.
La commune est hors attraction des villes,. Elle compte 41 emplois en 2018, contre 42 en 2013 et 29 en 2008. Le nombre d'actifs ayant un emploi résidant dans la commune est de 62, soit un indicateur de concentration d'emploi de 65,6 % et un taux d'activité parmi les 15 ans ou plus de 58,2 %.
Sur ces 62 actifs de 15 ans ou plus ayant un emploi, 24 travaillent dans la commune, soit 39 % des habitants. Pour se rendre au travail, 78 % des habitants utilisent un véhicule personnel ou de fonction à quatre roues et 22 % n'ont pas besoin de transport (travail au domicile).

### Activités hors agriculture
16 établissements sont implantés  à Bars au 31 décembre 2019.
Le secteur de l'industrie manufacturière, des industries extractives et autres est prépondérant sur la commune puisqu'il représente 31,3 % du nombre total d'établissements de la commune (5 sur les 16 entreprises implantées  à Bars), contre 12,3 % au niveau départemental.

### Agriculture
La commune est dans le « Haut-Armagnac », une petite région agricole occupant le centre du département du Gers. En 2020, l'orientation technico-économique de l'agriculture  sur la commune est la combinaisons de granivores (porcins, volailles).
|               | 1988  | 2000 | 2010  | 2020 |
| ------------- | ----- | ---- | ----- | ---- |
| Exploitations | 27    | 18   | 19    | 14   |
| SAU (ha)      | 1 121 | 943  | 1 260 | 943  |

Le nombre d'exploitations agricoles en activité et ayant leur siège dans la commune est passé de 27 lors du recensement agricole de 1988  à 18 en 2000 puis à 19 en 2010 et enfin à 14 en 2020, soit une baisse de 48 % en 32 ans. Le même mouvement est observé à l'échelle du département qui a perdu pendant cette période 51 % de ses exploitations,. La surface agricole utilisée sur la commune a également diminué, passant de 1 121 ha en 1988 à 943 ha en 2020. Parallèlement la surface agricole utilisée moyenne par exploitation a augmenté, passant de 42 à 67 ha.

## Culture locale et patrimoine

### Lieux et monuments

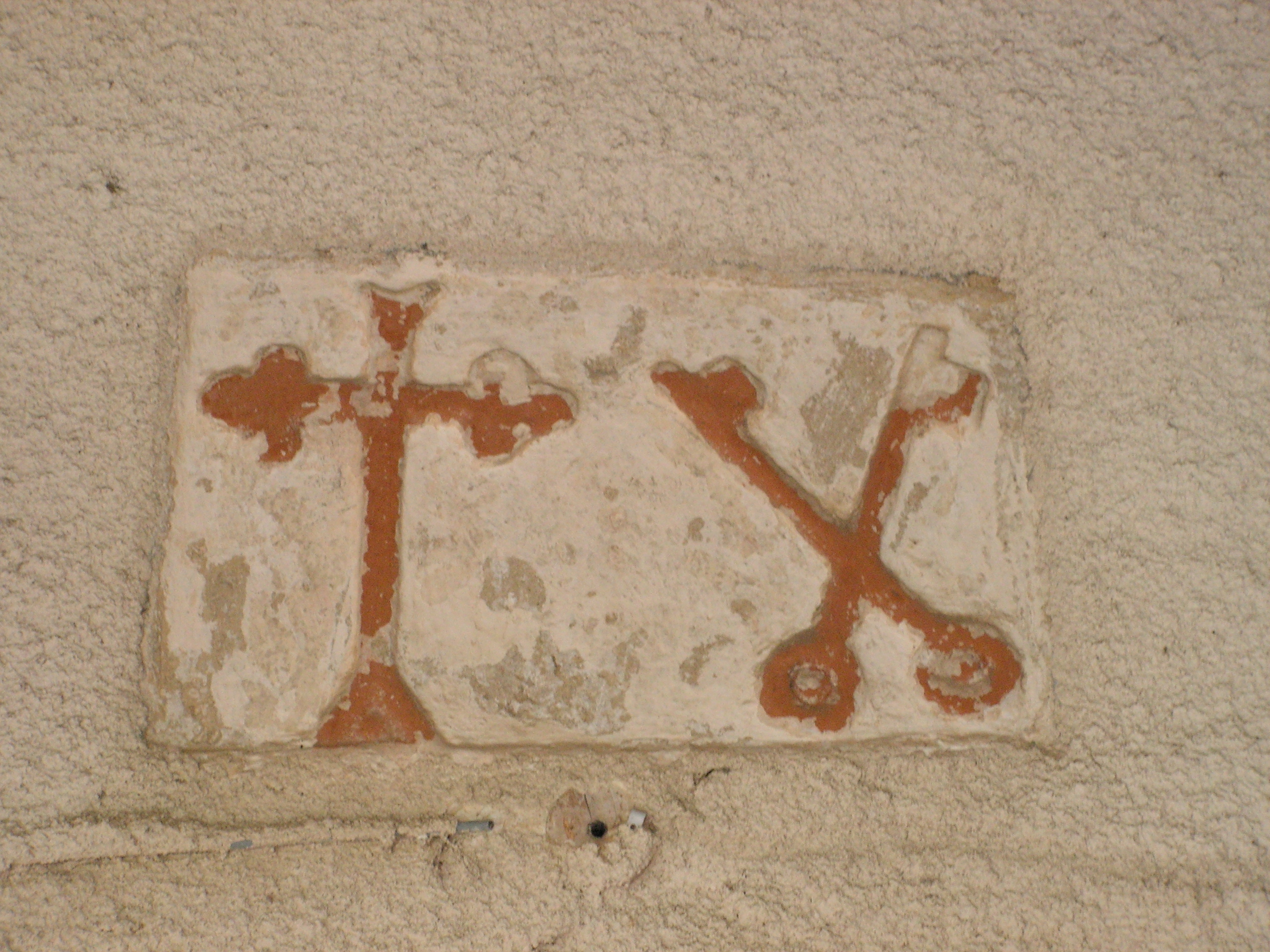

L'église Saint-Pierre de Bars est d'origine médiévale. Elle conserve un portail de style gothique et, placé au-dessus de celui-ci, une pierre sculptée d'une croix d'autel et de deux clefs, de style médiéval (XIVe siècle ?). L'édifice a été fortement remaniée vers 1866 avec la construction de son clocher-porche et de la chapelle de la Vierge.
Le château de Marignan ( Inscrit MH (1988),  Classé MH (1991)), édifice privé qui n'est pas ouvert au public. Bien que l'essentiel de cet important édifice remonte au XVIIIe siècle, les croisées à meneaux de la façade principale, au sud, indiquent l'existence d'un noyau bâti plus ancien (XVIIe siècle). La structure complexe de ce château comprend notamment une chapelle, un pigeonnier, un portail monumental. Il est l'œuvre de la famille Seissan de Marignan.